# Lysandra bilineata
Lysandra bilineata är en fjärilsart som beskrevs av Tutt 1910. Lysandra bilineata ingår i släktet Lysandra och familjen juvelvingar. Inga underarter finns listade i Catalogue of Life.